# Soneto 22
| «» Soneto 22 |
| --- |
| My glass shall not persuade me I am old, So long as youth and thou are of one date; But when in thee time's furrows I behold, Then look I death my days should expiate. For all that beauty that doth cover thee, Is but the seemly raiment of my heart, Which in thy breast doth live, as thine in me: How can I then be elder than thou art? O! therefore love, be of thyself so wary As I, not for myself, but for thee will; Bearing thy heart, which I will keep so chary As tender nurse her babe from faring ill. Presume not on thy heart when mine is slain, Thou gav'st me thine not to give back again. |
| –William Shakespeare |

Soneto 22 foi escrito por William Shakespeare e faz parte dos seus 154 sonetos. Como outros sonetos, do 1 ao 126, o destinatário deste é um jovem do sexo masculino; pela primeira vez o eu-lírico afirma que eles desfrutam de um relacionamento saudável e positivo. A última linha, no entanto, demonstra as dúvidas do narrador, que se tornam proeminentes nas sequências, nos outros sonetos que seguem esse.

## Traduções

### Na tradução de Thereza Christina Rocque da Motta
Meu espelho não me dirá que envelheço,

Enquanto tenhas a mesma idade e juventude;

Mas quando em ti vejo a essência do tempo,

Sinto que a morte expiará meus dias.

Pois, toda a beleza que viceja em ti

É apenas um prolongamento do meu coração

Que vive em teu peito, como o teu em mim:

Como, então, eu seria mais velho do que és?

Ah, então, meu amor, sê cuidadosa

Como eu, não por mim, mas por tua vontade;

Carregando teu coração, que guardarei comigo,

Como a ama que protege seu bebê querido.

Não penses em teu coração quando o meu fenecer;

Tu me deste o teu para nunca mais o devolver.

### Na tradução deAna Luísa Amaral
Não me irá convencer que sou velho o meu espelho 

Se a juventude e tu têm a mesma idade. 

Mas se em ti olho os sulcos que o Tempo vai deixando, 

Prevejo como à morte me pode ser resgate. 

Pois a beleza toda que te cobre é somente 

Decoroso ornamento para o meu coração 

Que vive no teu peito, como o teu no meu. 

Como podes então ser mais jovem do que eu? 

Por isso, meu amor, tem-te em muito cuidado 

Como eu tão-somente por ti me cuidarei, 

Meu, o teu coração, tido em cautela tal 

Como a ama acautela a criança dos males. 

Esquece o teu coração quando morrer o meu; 

Tu, eterno, mo deste; nunca mais será teu.

### Na tradução deMilton Lins
Meu espelho não convence e diz que sou idoso,

A juventude em ti mantém analogias;

Mas quando o tempo vejo a ti tornar rugoso,

Vejo que a morte então deve expiar meus dias.

A beleza, que cobre inteiro o corpo teu,

É a roupa que aqueceu meu pobre coração,

Que vive no teu peito, igual ao teu no meu;

Como mais velho ser do que tua feição?

Por isso, amor, contigo é seres cuidadoso,

Como, nunca por mim, mas por ti, eu vou ser,

Vendo o teu coração bater harmonioso,

Tal qual uma babá, seu 'filho' proteger.

Quando eu morrer, supões meu coração matar:

Se bem me deste o teu, de volta não o vou dar.